# Igor Bondarewski
Igor Zacharowicz Bondarewski, ros. Игорь Захарович Бондаревский (ur. 12 maja 1913 w Samsonowie niedaleko Rostowa nad Donem, zm. 14 czerwca 1979 w Piatigorsku) – rosyjski szachista, arcymistrz od 1950 roku.

## Kariera szachowa
W latach 1937–1963 dziewięciokrotnie uczestniczył w finałowych turniejach o mistrzostwo Związku Radzieckiego. Największy sukces odniósł w roku 1940 w Moskwie, dzieląc I-II miejsce wraz z Andorem Lilienthalem. Dwa lata później zwyciężył w mistrzostwach Moskwy. W roku 1948 wystąpił na turnieju międzystrefowym, rozegranym w Saltsjöbaden, gdzie zajął VI miejsce i wywalczył awans do grona pretendentów. W rozegranym w Budapeszcie w roku 1950 turnieju pretendentów jednak nie wystąpił z powodu choroby. Od tego roku w znacznym stopniu ograniczył starty w turniejach szachowych, zajmując się szachami korespondencyjnymi, w których osiągnął znaczące sukcesy (w roku 1961 otrzymał tytuł arcymistrza gry korespondencyjnej). Na przełomie lat 1960 i 1961 osiągnął jeden z ostatnich turniejowych sukcesów, zajmując II miejsce w turnieju w Hastings.
Według retrospektywnego systemu Chessmetrics, najwyżej sklasyfikowany był w marcu 1943 r., zajmował wówczas 13. miejsce na świecie.
Był uznanym teoretykiem szachowym oraz cenionym trenerem. Opublikował kilka prac poświęconych debiutom szachowym. Był także sekundantem Borysa Spasskiego w czasie jego obu meczów o mistrzostwo świata z Tigranem Petrosjanem w latach 1966 i 1969.